# 大西守博
大西 守博（おおにし もりひろ、1963年 - ）は大阪府出身の日本画家。公益社団法人 日展会員。
大阪芸術大学教授。

## 略歴
大阪府出身。大阪府立河南高等学校、京都市立芸術大学美術学部日本画卒業。同大学院修了。
1991年、卒業制作「人々のいる風景」で京都市市長賞を受賞。大学院では、当時教授を務めていた日本画家・山岸純ゼミで学ぶ。当時の教授陣には、上村淳之、小嶋悠司、岩倉壽、山崎隆夫らがいた。在学中に「今見るほたる」で日展初入選を果たす。大学院修了後、日展を中心に出品を続ける。池田遙邨が創立した画塾・青塔社に入塾し、後を引き継いだ池田道夫に師事。2008年（平成19年）、第40回日展では「ひとり でも」が、続く2010年（平成21年）、第42回日展では「YUME」が特選となる。
2011年（平成23年）、2016年（平成28)、全関西美術展審査員。2015年(平成27年）、改組 新 第2回 日展 審査員を経て、2016年（平成28)、日展会員推挙。

## 主な受賞歴
- 1991年 - 京都市立芸術大学美術学部日本画卒業 卒業制作 市長賞
- 1992年 - いのち賛歌ー日本画百人展「鳩」 京都府買上（京都文化博物館） 
  - 第6回 青垣2001年日本画展 「今の夜」佳作賞
  - 第3回 臥龍桜日本画大賞展「今の夜」大賞 買上
- 2006年 - 第41回 日春展「思い」奨励賞
- 2008年 - 第43回 日春展「奨励賞受賞　 
  - 2008年京都日本画家協会選抜展 画家協会賞
  - 第40回 日展「ひとり でも」特選
- 2009年 第44回 日春展「もし」日春賞
- 2010年 第42回 日展「YUME」特選
- 2022年 第９回　日展「　愁　」会員賞

## 所蔵先
- 京都文化博物館
- 岐阜県美術館